# Mario Lička
Mario Lička (ur. 30 kwietnia 1982) – czeski piłkarz występujący na pozycji pomocnika. W trakcie swojej kariery reprezentował także barwy takich zespołów jak Baník Ostrawa, Livorno Calcio, 1. FC Slovácko, Southampton, Stade Brestois 29, Slavia Praga, FC Istres, Termalica Bruk-Bet Nieciecza, Chmel Blšany i FK Zbuzany 1953. 10 czerwca 2010 roku podpisał 4–letni kontrakt z pierwszoligowym Stade Brestois 29. 19 sierpnia 2015 roku został graczem Termaliki Bruk-Bet Nieciecza. Jego ojcem jest były szkoleniowiec m.in. Wisły Kraków Verner Lička, zaś bratem były zawodnik m.in. Dyskobolii Grodzisk Wielkopolski Marcel Lička.

## Statystyki kariery
Stan na: 19 sierpnia 2015 r.
| Sezon   | Klub                         | Kraj    | Rozgrywki            | Mecze | Bramki | Rozgrywki Europy                    | Mecze | Bramki |
| ------- | ---------------------------- | ------- | -------------------- | ----- | ------ | ----------------------------------- | ----- | ------ |
| 2002/03 | Banik Ostrawa                | Czechy  | Gambrinus            | 25    | 7      | –                                   | –     | –      |
| 2003/04 | Banik Ostrawa                | Czechy  | Gambrinus            | 29    | 4      | –                                   | –     | –      |
| 2004/05 | Banik Ostrawa                | Czechy  | Gambrinus            | 11    | 1      | Liga Mistrzów UEFA Liga Europy UEFA | 2 2   | 0 0    |
| 2004/05 | Livorno Calcio (wyp.)        | Włochy  | Serie A              | 4     | 0      | –                                   | –     | –      |
| 2005/06 | 1. FC Slovácko               | Czechy  | Gambrinus            | 28    | 1      | –                                   | –     | –      |
| 2006/07 | Southampton F.C.             | Anglia  | Championship         | 15    | 1      | –                                   | –     | –      |
| 2007/08 | Southampton F.C.             | Anglia  | Championship         | 12    | 0      | –                                   | –     | –      |
| 2008/09 | Banik Ostrawa                | Czechy  | Gambrinus            | 29    | 5      | Liga Europy UEFA                    | 2     | 0      |
| 2009/10 | Banik Ostrawa                | Czechy  | Gambrinus            | 29    | 8      | –                                   | –     | –      |
| 2010/11 | Stade Brestois 29            | Francja | Ligue 1              | 35    | 3      | –                                   | –     | –      |
| 2011/12 | Stade Brestois 29            | Francja | Ligue 1              | 25    | 0      | –                                   | –     | –      |
| 2012/13 | Stade Brestois 29            | Francja | Ligue 1              | 24    | 0      | –                                   | –     | –      |
| 2013/14 | Slavia Praga                 | Czechy  | Gambrinus Liga       | 13    | 0      | -                                   | -     | -      |
| 2014/15 | FC Istres                    | Francja | Championnat National | 28    | 0      | -                                   | -     | -      |
| 2015/16 | Termalica Bruk-Bet Nieciecza | Polska  | Ekstraklasa          | 1     | 0      | -                                   | -     | -      |